# Destructor
Destructor – hiszpańska kanonierka torpedowa, zbudowana w brytyjskiej stoczni J & G Thomson. Był to pierwszy okręt oficjalnie zakwalifikowany jako „niszczyciel” w momencie jego wejścia do służby, i tak też nazwany („Destructor” - hiszp. „niszczyciel”). Przez niektórych historyków uważany za pierwszy niszczyciel w ogóle, choć nie należał do klasy niszczycieli z punktu widzenia cech konstrukcyjnych (ogół ekspertów za pierwszy niszczyciel uważa brytyjski HMS „Havock” wodowany w 1893). Zainspirował przy tym niezrealizowany projekt niszczyciela dla marynarki brytyjskiej firmy J&G Thomson z 1892.
Projekt stoczni James & George Thomson został opracowany na zlecenie oficera marynarki hiszpańskiej Fernanda Villaamila w imieniu ministra marynarki, i zwyciężył w konkursie. Stępkę pod „Destructora” położono w 1885, okręt został wodowany w 1887 i rok później wszedł do służby. W momencie wejścia do służby był to jeden z najszybszych okrętów na świecie, w czasie jego dziewiczego rejsu ustanowił rekord prędkości przepływając z Falmouth do El Ferrol w 24 godziny.
Napęd stanowiły dwie maszyny parowe, dla których parę dostarczały cztery kotły typu lokomotywowego, przy czym wszystkie kotły i maszyny były w osobnych przedziałach. Pierwotnie posiadał dwa pochylone kominy umieszczone obok siebie. Maszynownia po bokach oraz stanowisko dowodzenia były chronione lekkim pancerzem przeciwodłamkowym 19 mm. Oprócz tego ochronę burt zapewniały zasobnie węglowe od wewnątrz.

Pierwotna sylwetka
Sylwetka po modernizacji